# Alfréd Barsch
Alfréd Barsch (24. srpna 1944 — 6. března 2008) byl český fotbalista, záložník.

## Fotbalová kariéra
V československé lize hrál za Baník Ostrava. Dal 3 ligové góly. V nižší soutěži hrál za Ostroj Opava. Z Baníku Ostrava odešel v létě 1974 do Vrbna pod Pradědem.

## Ligová bilance
| Ročník                                     | Zápasy | Góly | Klub          |
| ------------------------------------------ | ------ | ---- | ------------- |
| 1. československá fotbalová liga 1965/1966 | 24     | 0    | Baník Ostrava |
| 2. československá fotbalová liga 1966/1967 | -      | -    | Baník Ostrava |
| 1. československá fotbalová liga 1967/1968 | 10     | 3    | Baník Ostrava |
| 1. československá fotbalová liga 1968/1969 | 9      | 0    | Baník Ostrava |
| 1. československá fotbalová liga 1969/1970 | 4      | 0    | Baník Ostrava |
| 1. československá fotbalová liga 1970/1971 | 9      | 0    | Baník Ostrava |
| 1. československá fotbalová liga 1971/1972 | 18     | 0    | Baník Ostrava |
| 1. československá fotbalová liga 1972/1973 | 11     | 0    | Baník Ostrava |
| CELKEM Fotbalová liga Československa       | 85     | 3    |               |